# Monochroa rebeli
Monochroa rebeli is een vlinder uit de familie tastermotten (Gelechiidae). De wetenschappelijke naam is voor het eerst geldig gepubliceerd in 1927 door M. Hering.
De soort komt voor in Europa.